# یواس‌اس فیدلیتی (ای‌ام-۹۶)
یواس‌اس فیدلیتی (ای‌ام-۹۶) (به انگلیسی: USS Fidelity (AM-96)) یک کشتی بود که طول آن ۱۷۳ فوت ۸ اینچ (۵۲٫۹۳ متر) بود. این کشتی در سال ۱۹۴۲ ساخته شد.